# Pseudomelittia cingulata
Pseudomelittia là một chi bướm đêm thuộc họ Sesiidae.

## Các loài
- Pseudomelittia andraenipennis (Walker, 1856)
- Pseudomelittia berlandi  Le Cerf, 1917
- Pseudomelittia cingulata  Gaede, 1929